# Buldhana (distrikt)

Distriktets läge i Maharashtra.

Buldhana (eller Buldana) är ett distrikt i delstaten Maharashtra i västra Indien. Den administrativa huvudorten är Buldhana medan den största staden är Khamgaon. Befolkningen uppgick till 2 232 480 invånare vid folkräkningen 2001, på en yta av 9 661 kvadratkilometer.
Följande samhällen finns i Buldhana:
- Khāmgaon
- Buldhana
- Malkāpur
- Shegaon
- Chikhli
- Mehekar
- Nāndūra
- Jalgaon Jamod
- Deūlgaon Rāja
- Lonār

## Administrativ indelning
Distriktet är indelat i tretton tehsil (en kommunliknande enhet):
- Buldhana
- Chikhli
- Deulgaon Raja
- Jalgaon (Jamod)
- Khamgaon
- Lonar
- Malkapur
- Mehkar
- Motala
- Nandura
- Sangrampur
- Shegaon
- Sindkhed Raja

## Städer
Distrikts städer är:
- Buldhana, Chikhli, Deulgaon Raja, Jalgaon (Jamod), Khamgaon, Lonar, Malkapur, Mehkar, Nandura, Shegaon och Sindkhed Raja.